# Rybakówka, Tỉnh West Pomeranian
Rybakówka [rɨbaˈkufka] là một khu định cư nằm ở khu hành chính của Gmina Człopa, thuộc hạt Wałcz, West Pomeranian Voivodeship, phía tây bắc Ba Lan.
Trước 1772, khu vực này là một phần của Vương quốc Ba Lan, 1772-1945 Phổ và Đức. Để biết thêm về lịch sử của nó, xem Quận Wałcz.
Khu định cư có dân số 12 người.